# Mauritz Vos
Mauritz Vos, född 19 september 1889 i Bryssel, död 17 december 1961, var en belgisk-svensk ingenjör. 
Mauritz Vos studerade vid universiteten i Graz (1908-1911) och Marburg (1911-1914). I Marburg disputerade han 1913 med avhandlingen "Stosserregung elektrischer Schwingungen". 1914-1919 arbetade han som laboratoriechef vid Telefunken i Berlin. Han var en av grundarna till Svenska radioaktiebolaget som bildades 1919. Verksamheten grundades till stor del på Vos patenterade uppfinningar. Han bidrog till att bärfrekvensförbindelser på telefonluftledningar introducerades i Sverige och Finland i början av 1920-talet. Han var teknisk chef i företaget 1919-1931, varefter han 1931 tog över som chef för L.M. Ericssons transmissionsavdelning.

## Ledamotskap
- 1939 - ledamot av Ingenjörsvetenskapsakademien

## Priser och utmärkelser
- 1930 - Polhemspriset (tillsammans med Håkan Sterky)[1]